# 外翅總目
外翅總目（學名：Exopterygota），又稱半翅總目，是新翅下綱下的一類昆蟲，特徵是幼蟲的外觀像成蟲，但卻擁有外部生長的翅膀。它們由幼蟲成長到成蟲間只有少量的變化，且不會進入蛹的階段。
外翅總目是高度多樣性的，最少有13萬現存物種。其下包括白蟻、蝗蟲、薊馬、虱子及竹節蟲。

## 分類
ITIS認為在新翅下綱之下的任何再分類都是不合規矩的，不過這種想法已普遍為學界所否定。而在近年，愈來愈多討論有關應該如何把外翅總目—甚至連同新翅下綱的其他分類元亦一併重新分類。外翅總目現已證明屬於並系群。
以下是外翅總目的分類，包括現存及已滅絕的。再往下有其他額外的再分類。
嚴謹定義的外翅總目成員：
- †華脈目（Caloneurodea）
- †巨翅目（Titanoptera）
- †原直翅目（Protorthoptera）
- 襀翅目（Plecoptera）
- 紡足目（Embioptera）
- 缺翅目（Zoraptera）
- 革翅目（Dermaptera）
- 直翅目（Orthoptera）
- 竹節蟲目（Phasmatodea）
- 蛩蠊目（Notoptera）

網翅總目（Dictyoptera）
- 蜚蠊目（Blattodea，合併後分類）
- 螳螂目（Mantodea）
- †奇翅目（Alienoptera）

準新翅類（Paraneoptera），亦作準新翅總目：
- 啮虫目（Psocodea，合併後分類）
- 纓翅目（Thysanoptera）
- 半翅目（Hemiptera）